# Luis Váez de Torres

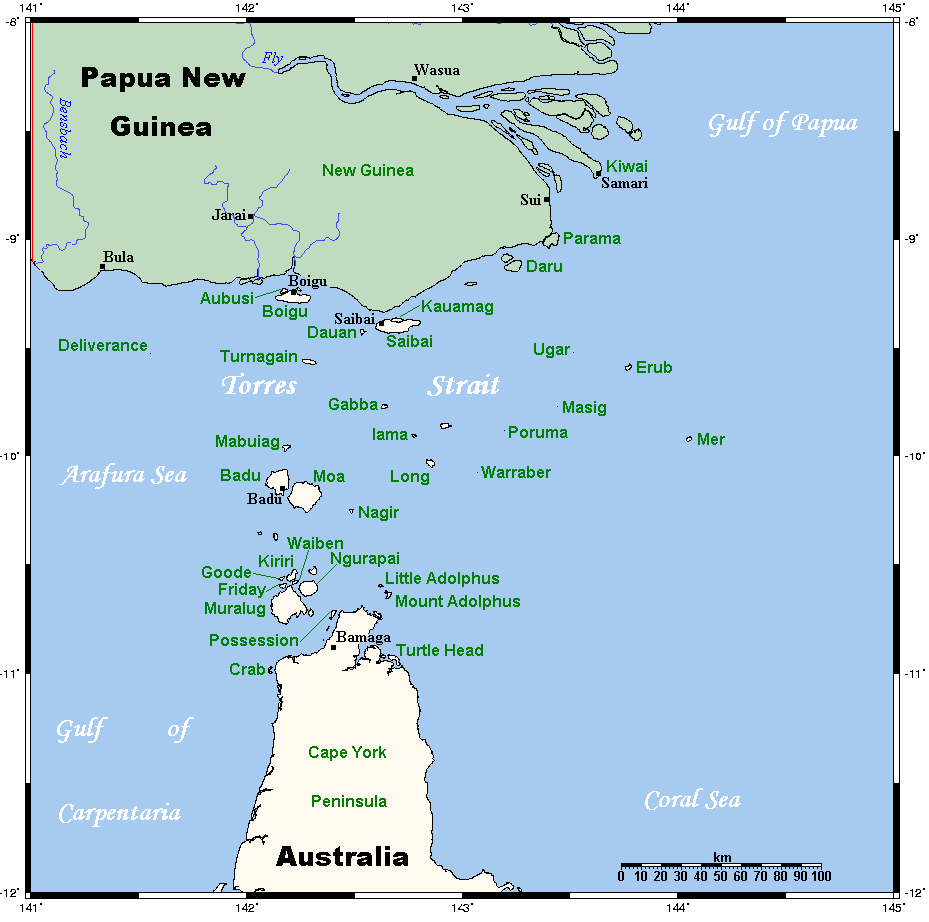
Torresův průliv objevený a pojmenovaný po svém objeviteli Luisovi Váez de Torresovi

Luis Váez de Torres (*okolo roku 1565 – 1610) byl portugalský mořeplavec a objevitel Torresova průlivu ve španělských službách.
V roce 1605 se účastnil výpravy Pedro de Queiróse při hledání Jižní země, která podle údajů měla ležet v jižním Tichomoří. Pluli z Peru přes Tichý oceán na západ. V květnu 1606 výprava dosáhla ostrovů, později pojmenovaných Nové Hebridy, v současnosti nezávislý stát Vanuatu. Vylodili se na velký ostrov, který pokládali za součást jižního kontinentu, který pojmenovali Terra Austrialia del Espiritu Santo (doslova "Jižní-Rakouská" země Ducha svatého), kde slovo Austrialia byl novotvar odkazující na hledanou Jižní zemi (latinsky Terra Australis) a na počest krále Filipa III. Španělského, který byl Habsburk rakouského původu (Rakousko = Austria). Ostrov dodnes nese jméno Espiritu Santo. Pedro Fernandes de Queirós zamýšlel na ostrově vybudovat kolonii Nový Jeruzalém. Nicméně během několika týdnů byla myšlenka založení kolonie opuštěna kvůli nepřátelským projevům domorodců i nespokojenosti posádky. Po šesti týdnech jejich lodě vypluly na moře. V noci 11. června špatné počasí oddělilo Torresovu loď od velitelské lodi San Pedro y San Pablo a od zbytku flotily. Tím znemožnilo její návrat do bezpečného kotviště na Espiritu Santo. Rozhodl se hledat velitelskou loď San Pedro y San Pablo, později však nabyl přesvědčení, že velitelská loď ztroskotala, a proto opustil Espiritu Santo. Pokračoval s jednou lodí dál na západ. Proplul úžinou mezi Novou Guineou a Austrálií dnešním Torresovým průlivem do Arafurského moře. Poté přes Moluky plul do Manily. Byl prvním Evropanem, který Torresovým průlivem proplul a tím dokázal, že Nová Guinea není Jižní země, ale jen ostrov. Tento objev byl Španěly zatajen. Údaje o něm byly objeveny až roku 1762, kdy se během Sedmileté války zmocnili Britové archivů v Manile a průlivem znovu proplul až James Cook.

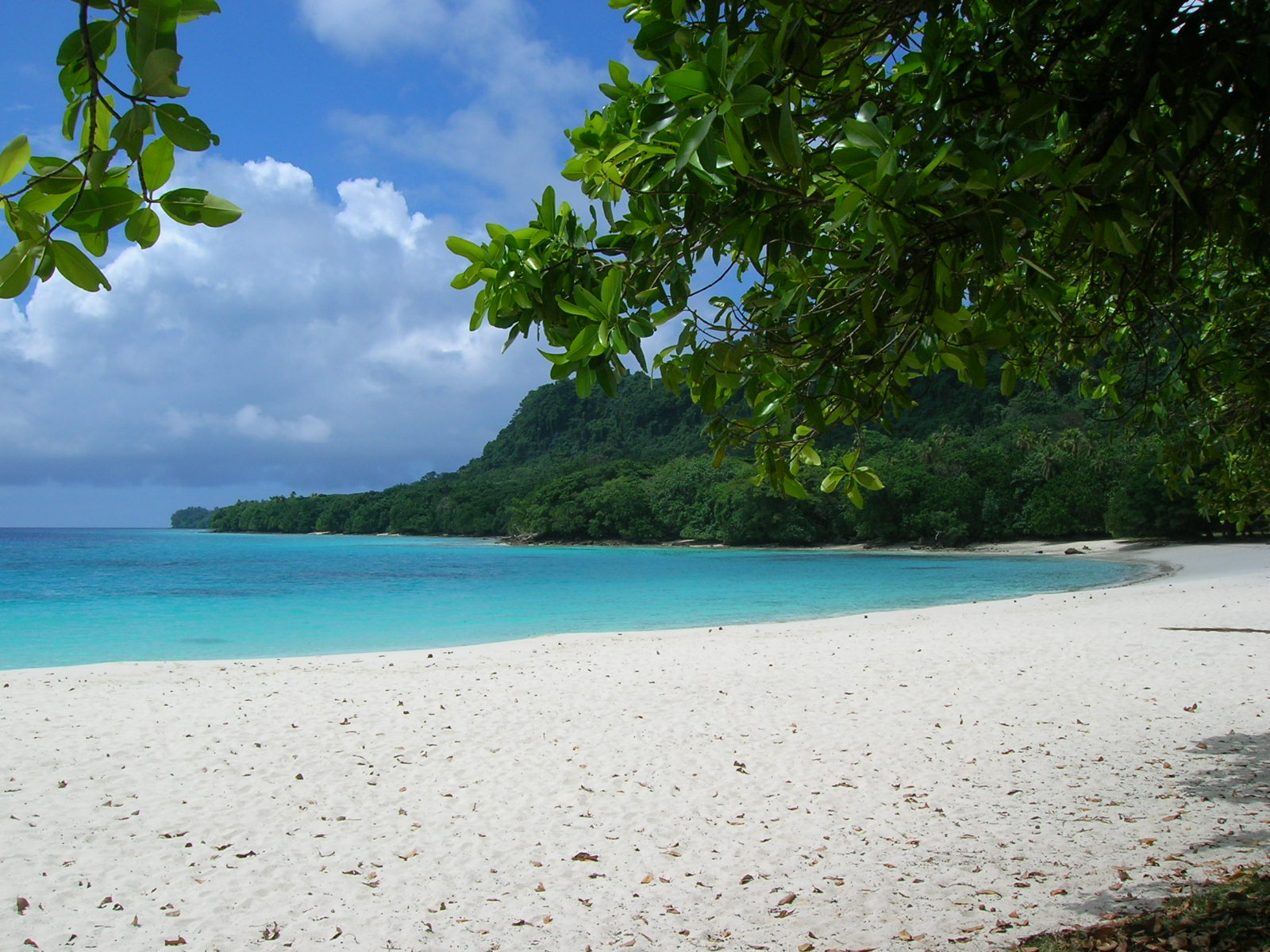
Severní pobřeží Espiritu Santo

O jeho životě se nic dalšího neví. Původní velitel výpravy de Queirós přemlouval španělského krále Filipa III. Španělského, aby financoval novou výpravu. Po dlouhých odkladech bylo povolení uděleno, to však byl Queirós již delší dobu mrtev.